# Garantía (hostelería)
En Mallorca, España, se conoce por Garantía al término usado en hotelería, generalmente en el departamento de recepción y dirección para referirse a los establecimientos hoteleros que han alquilado un cupo o todas las habitaciones del hotel a un tour operador. Es frecuente estar en garantía con varios tour operadores al mismo tiempo para completar el cupo del hotel. Una de las compañías especializadas en garantías de este tipo consiste en la multinacional Thomson en su alianza con Fiesta Hotel Group, con la cual dispone de varios establecimientos arrendados para la temporada del 2009.

## Procedimiento
El tour operador mayorista hace un trato directamente con el propietario del hotel y alquila una cantidad de habitaciones (o todo el hotel) por determinado tiempo y precio (desde 1 mes hasta la temporada completa), de modo que el establecimiento hotelero, asegura el alquiler de las habitaciones con suficiente antelación y evita la gestión por separado, aunque ello conlleve alquilarlas a un precio inferior. Es decir, un pasante que solicita precio por día de estancia, suele abonar un precio superior, y más aún dependiendo del mes en que lo solicite, siendo agosto, por norma general el mes con el precio más elevado. Al mismo tiempo y de este modo, el tour operador se asegura la disponibilidad del cupo de habitaciones que ha alquilado de antemano para poder ofrecerlas en su catálogo. Durante el contrato, el turoperador aloja a sus guías (reps) los cuales proporcionan atención al cliente durante toda la estancia, y envía continuamente clientes al hotel. El establecimiento hotelero ofrece tabernas y servicios extraordinarios al cliente.

## Controversia
En muchas ocasiones, mediante este tipo de contratos, suelen ocurrir imprevistos como el típico No show en el cual los clientes de 1 o 2 habitaciones, no aparecen junto al resto de clientes a la hora prevista por algún u otro motivo de última hora. El Tour operador, imposibilitado de informar al hotel por ser evento de última hora o por desconocimiento, no puede remediar la situación y el establecimiento hotelero por la misma causa no ha podido realquilar las habitaciones y espera la llegada de los clientes según el listado de entradas. A pesar de esto, teóricamente, el establecimiento no puede volver a alquilar las habitaciones, pues los No show podrían aparecer varias horas más tarde e incluso al día siguiente. Además, como el tour operador dispone por contrato de esas habitaciones, en caso de notificación de No show, el cual  lo efectuaría el guía turístico, podría enviar en cualquier momento a otros clientes de cualquier otro hotel en que disponga de garantía por que éstos hayan sufrido una sobreocupación o simplemente conceder una noche de hotel a cualquiera de sus guías en la zona. La propia naturaleza de dichas operaciones implican que aun disponiendo de 1 o 2 habitaciones libres debido a los No shows, el recepcionista de turno, informe a los pasantes de que no dispone de habitaciones libres.